# 格蘭特鎮區 (印地安納州迪卡爾布縣)
格蘭特鎮區（英語：Grant Township）是位於美國印地安納州迪卡爾布縣的一個行政鎮區。

## 地方資料
根據2010年美國人口普查的數據，格蘭特鎮區的面積為45.30平方千米，當中陸地面積為45.20平方千米，而水域面積為0.10平方千米。當地共有人口3245人，而人口密度為每平方千米71.63人。